# Bredikhin (cràter)
Bredikhin és un cràter d'impacte que es troba en la cara oculta de la Lluna, just a l'oest del cràter Mitra, i al nord-est de Raimond.
Es tracta d'una formació de cràters desgastats, escampats pel sistema radial del cràter Jackson, aproximadament a tres diàmetres de distància dels cràters situats al nord-oest. La vora se superposa a un petit cràter al llarg del costat oest-nord-oest, i a una formació de cràters al llarg del sud-oest. Una elevació prominent a l'interior del cràter se superposa a la major part del sòl del costat nord-oest, incloent el punt central.
Bredikhin es troba dins de la Conca Dirichlet-Jackson.

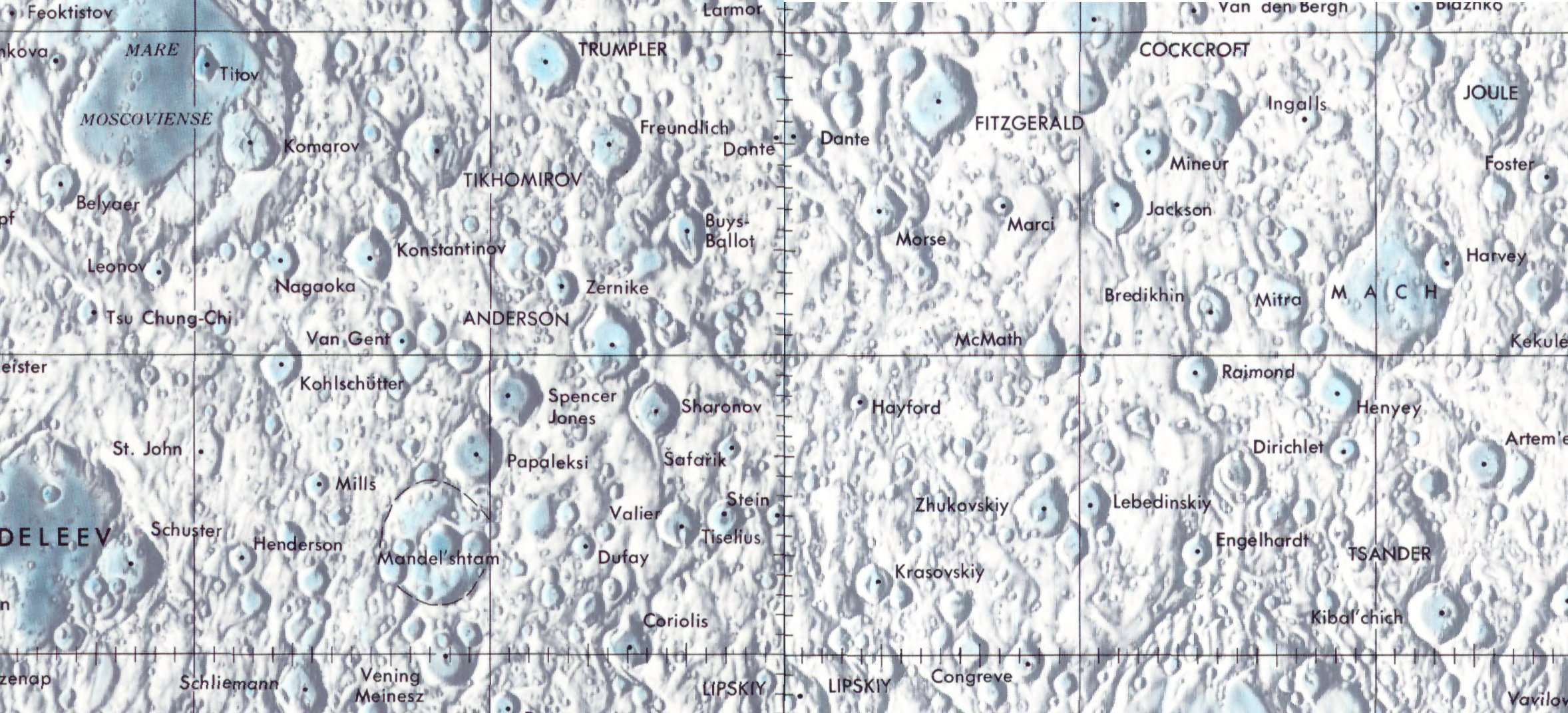
Localització de Bredikhin (centre dreta de la imatge)

## Cràters satèl·lit
Per convenció aquests elements són identificats en els mapes lunars posant la lletra en el costat del punt central del cràter que està més prop de Bredikhin.

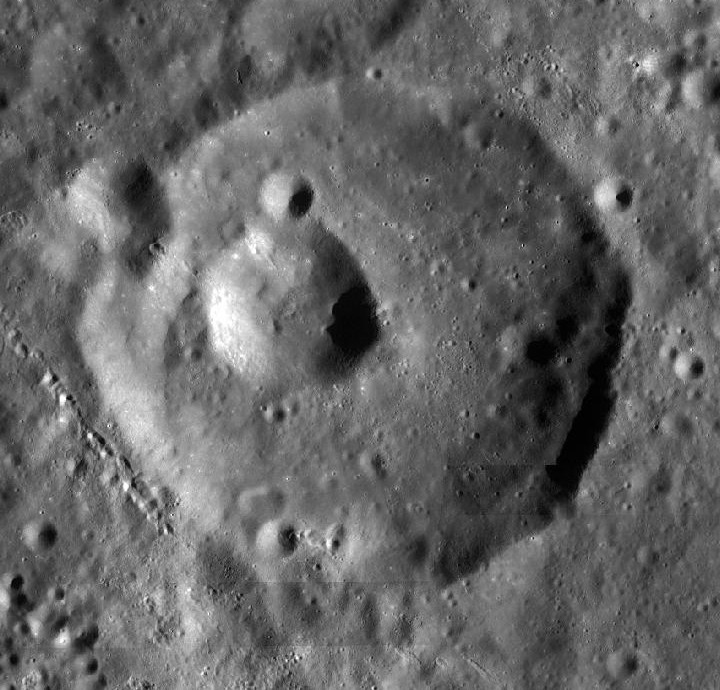
Bredikhin (imatge LRO)

|           | \| Bredikhin \| Coordenades \| Diàmetre \| \| --------- \| -------------------------------------- \| -------- \| \| B \| 19° 00′ N, 157° 24′ O / 19.0°N,157.4°O \| 18 km \| |          |
| Bredikhin | Coordenades | Diàmetre |
| B         | 19° 00′ N, 157° 24′ O / 19.0°N,157.4°O | 18 km    |